# Gősfa
Gősfa község Zala vármegyében, a Zalaegerszegi járásban.

## Fekvése
A vármegye északi peremén fekszik, a megyeszékhely Zalaegerszegtől körülbelül 12 kilométerre északra, Vasvártól hasonló távolságra délre.
A közvetlenül határos települések: észak felől Győrvár, kelet felől Nagytilaj, délkelet felől Pókaszepetk és Kemendollár, dél felől Vasboldogasszony, délnyugat felől Egervár, nyugat-északnyugat felől pedig Lakhegy.

### Megközelítése
Néhány kilométerre nyugatra halad el tőle a 74-es főút, így az ország távolabbi részei felől ez a legfontosabb közúti megközelítési útvonala, de az a község területét nem érinti. Központján csak a 7427-es út halad végig, Csöngedmajor nevű külterületi településrészére pedig az ugyanezen útból Vasboldogasszony központjában kelet felé kiágazó 73 238-as út vezet.
A hazai vasútvonalak közül a Szombathely–Nagykanizsa-vasútvonal érinti, de a vonalnak nincs megállási pontja a határai között. A legközelebbi vasúti csatlakozási lehetőséget így Egervár-Vasboldogasszony vasútállomás kínálja, mintegy 3 kilométerre délre.

## Története
Gősfa első írásos említése 1389-ből ismert.
A középkorban az egervári uradalomhoz tartozott. 1532-ben a Kőszeg fele vonuló török hadak pusztítottak a településen, majd 1550-ben a pestisjárvány pusztítása és a végvári katonák portyázása tizedelte meg a falut. A szinte elnéptelenedett helységet 1664, a vasvári béke megkötése után telepítették újra. 1706-ban közelében zajlott a győrvári csata, mely a Rákóczi-szabadságharc dunántúli hadjáratának egyik legjelentősebb, kuruc győzelmet hozó összecsapása volt.
A településen polgárőrség működik.

## Közélete

### Polgármesterei
- 1990–1994: Szabó Gyula (független)[5]
- 1994–1998: Mátyás Zoltán (független)[6]
- 1998–2002: Farkas Tiborné (független)[7]
- 2002–2006: Farkas Tiborné (független)[8]
- 2006–2010: Farkas Tiborné (független)[9]
- 2010–2014: Farkas Tiborné (független)[10]
- 2014–2019: Farkas Tiborné (független)[11]
- 2019–2024: Farkas Tiborné (független)[12]
- 2024– : Máté Tamás (független)[1]

## Oktatás, kultúra, egészségügy
A faluban nincs óvoda és iskola, az oktatást a szomszédos településekkel közösen működtetett intézményekben oldják meg. A faluház egy körülbelül 1500 kötetes könyvtárral rendelkezik. Orvosi rendelő a faluházban működik, az egervári orvos hetente két órát tölt ott.

## Népesség
A település népességének változása:
| Lakosok száma | 321  | 316  | 307  | 308  | 297  | 310  | 305  |
|               | 2013 | 2014 | 2015 | 2021 | 2022 | 2023 | 2024 |

A 2011-es népszámlálás idején a nemzetiségi megoszlás a következő volt: magyar 99%. A lakosok 86%-a római katolikusnak, 1,95% reformátusnak, 3,58% felekezeten kívülinek vallotta magát (7,5% nem nyilatkozott).
2022-ben a lakosság 93,9%-a vallotta magát magyarnak, 1,7% németnek, 0,7% egyéb, nem hazai nemzetiségűnek (5,7% nem nyilatkozott; a kettős identitások miatt a végösszeg nagyobb lehet 100%-nál). Vallásuk szerint 45,1% volt római katolikus, 1% református, 1% görög katolikus, 1% egyéb keresztény, 1% egyéb katolikus, 5,7% felekezeten kívüli (44,4% nem válaszolt).

## Nevezetességei
- Szent Márton-templom (1902)[3]
- Helytörténeti gyűjtemény (az egykori iskola 1872-ben épült épületében)[17]
- Vitárgya (szőlőhegy): Zala vármegye legjobb borai kerülnek ki innen a gősfai borászok keze alól
- Vitárgyai szőlőhegyi szobor: Máriát és a karján ülő kis Jézust ábrázolja, a hegy lábánál található. A szobrot egy háborúban megmenekült család emeltette 1916-ban, megmenekülésük jeléül.[17]
- Gősfán két kőkereszt is áll (1913-ból és 1920-ból származnak), valamint egy 2001-ben felavatott, fából készült Szent Márton-szobor található a millenniumi parkban.[17]
- A falutól északkeletre fekvő szőlőhegyen (a Felsőhegyen) állnak a község egyetlen műemléki védelem alatt álló épületének, egy régi pincének a romjai.[18]